# Noel Vari
Noel Vari (* 25. Dezember 1969 auf Vanuatu) ist ein ehemaliger vanuatuischer Fußballspieler auf der Position eines Stürmers. Er war zuletzt für den Tafea F.C. und die vanuatuische Fußballnationalmannschaft aktiv.

## Karriere

### Verein
Über seine Vereinskarriere sind nur wenige Informationen bekannt. Im Jahr 1996 stand Vari im Kader des Erstligisten und Rekordmeisters Tafea F.C. Hier gewann er, an der Seite von Verteidiger Ephraim Kalorib, im gleichen Jahr die Nationale Meisterschaft. Ob er dem Verein bereits davor angehörte, ist aus den Quellen ebenso nicht ersichtlich, wie genaue Daten über die Anzahl seiner Einsätze. Auch über den Verlauf seiner weiteren Vereinskarriere, nach Ablauf der Saison 1996, ist nichts bekannt.

### Nationalmannschaft
Sein Debüt für die vanuatuische Fußballnationalmannschaft gab Vari am 17. September 1991, im Rahmen der IX. Südpazifikspiele unter dem damaligen Trainer Terry O’Donnell, gegen die Mannschaft aus Fidschi (3:1 n. V.). In dieser Partie erzielte er auch sein erstes Länderspieltor für die Nationalauswahl. Ein Jahr später stand er gemeinsam mit Pascal Pierre und Reggie Gard im Aufgebot der Men in Black & Gold und kam in zwei Qualifikationsspielen zu Fußball-Weltmeisterschaft 1994 gegen Neuseeland (1:4 und 8:0) zum Einsatz. Zudem war er Teilnehmer an der Qualifikation zu Fußball-Weltmeisterschaft 1998, wo er in den Partien gegen die Salomonen (1:1) und Papua-Neuguinea (2:1) zum Einsatz kam. Er konnte sich mit der Mannschaft jedoch nicht für die Endrunde qualifizieren. Seinen letzten Einsatz im Trikot der Nationalmannschaft absolvierte Vari am 15. April 2000, im Rahmen des Melanesien-Cup unter Trainer Juan Carlos Buzzetti, gegen die Auswahl von Papua-Neuguinea (1:4). In dieser Partie erzielte er seine letzten beiden Länderspieltore für die Men in Black & Gold.

### Erfolge
Vanuatuischer Meister (1): 1996